# إدوارد تي كينغ
إدوارد تي كينغ (بالإنجليزية: Edward T. King)‏ هو فنان إيقاعي أمريكي، ولد في 14 أكتوبر 1865، وتوفي في 24 ديسمبر 1939.